# Greystoke: The Legend of Tarzan, Lord of the Apes

Greystoke: The Legend of Tarzan, Lord of the Apes is een Amerikaanse drama--avonturenfilm uit 1984 van Warner Bros. geregisseerd door Hugh Hudson. De film is gebaseerd op het boek Tarzan van de apen van Edgar Rice Burroughs.

## Verhaal
John Clayton en zijn vrouw Alice lijden schipbreuk aan de Congolese kust. In het woud bevalt Alice van een jongen. Enige tijd later sterft Alice aan malaria en John wordt gedood door de mannetjesaap Tublat. De apin Kala adopteert de mensenbaby waardoor het lid wordt van de apenclan. Zo leert de mensenbaby de taal en de gebruiken van de dieren. De jongen vindt op zeker ogenblik de bezittingen van zijn natuurlijke ouders waaronder een spiegel en speelgoed met de afbeeldingen van dieren waaronder apen. Zo ontdekt de jongen dat hij anders is ten opzichte van de rest van de apengroep. Op zijn twaalf jaar sterft Kala ten gevolge van een interne vechtpartij.
Jaren later reist de Belg Phillippe d'Arnot met een groep Britse trofeejagers door het gebied. Zij worden aangevallen door inboorlingen: enkel Phillippe overleeft - doch gewond - en verschuilt zich in de bomen. Daar ontmoet hij de wilde jongen die hij Jean noemt en oppervlakkig Engels leert. Via de bezittingen van John en Alice beseft Philippe dat Jean de kleinzoon is van de Schotse Earl Greystoke en neemt hem mee.
In Schotland ontmoet Jean - ondertussen aangepast naar John - zijn excentrieke, verwarde grootvader. John wordt verliefd op Jane Porter - van wie hij lessen Engels, Frans en sociale vaardigheden krijgt - en ze starten een geheime relatie. Onder andere door de stress valt John regelmatig terug in zijn oude levensgewoonte als aap waardoor velen hem als een bedreiging aanzien.
John vindt het leuk om met een dienblad van een trap te glijden. De Earl besluit om dit ook te doen, maar dat leidt tot zijn dood. Door dit incident wordt John de nieuwe Earl.
John en Jane bezoeken het Natural History Museum. Daar is John ontzet vanwege de opgezette dieren en hij vindt er kooien met levende dieren waaronder Tublat. John bevrijdt Tublat en ze vluchten naar het park waar Tublat door de politie wordt doodgeschoten.
John walgt van de manier waarop de mensen met dieren omgaan en hij beslist om terug te keren naar zijn apenclan in Congo. Jane en Philippe reizen mee, maar Jane beslist om er niet te blijven. Philippe hoopt dat John en Jane elkaar terug ontmoeten in de toekomst.

## Rolverdeling
| Acteur              | Personage                             | Opmerkingen      |
| ------------------- | ------------------------------------- | ---------------- |
| Christopher Lambert | John Clayton/Tarzan, Lord of the Apes | Als volwassene   |
| Tali McGregor       | Tarzan                                | als baby         |
| Peter Kyriakou      | Tarzan                                | als eenjarige    |
| Danny Potts         | Tarzan                                | als vijfjarige   |
| Eric Langlois       | Tarzan                                | als twaalfjarige |
| Ralph Richardson    | de zesde Earl of Greystoke            |                  |
| Ian Holm            | Phillippe d'Arnot                     |                  |
| James Fox           | Charles Esker                         |                  |
| Andie MacDowell     | Jane Porter                           |                  |
| Cheryl Campbell     | Alice                                 |                  |
| Paul Geoffrey       | John "Jack" Clayton                   |                  |
| Ian Charleson       | Jeffson Brown                         |                  |
| Nigel Davenport     | Jack Downing                          |                  |
| Nicholas Farrell    | Hugh Belcher                          |                  |
| Richard Griffiths   | Billings                              |                  |
| Hilton McRae        | Willy                                 |                  |
| David Suchet        | Buller                                |                  |
| John Wells          | Evelyn Blount                         |                  |
| Paul Brooke         | Stimson                               |                  |
| Peter Elliott       | Tublat                                |                  |
| Ailsa Berk          | Kala                                  |                  |
| John Alexander      | White Eyes                            |                  |
| Christopher Beck    | Droopy Ears                           |                  |
| Mak Wilson          | Figs                                  |                  |
| Emil Abossolo-Mbo   | Deep Roy                              |                  |

## Nominaties en prijzen
| Westrijd                                             | Categorie                                             | Ontvanger(s)                                              | Resultaat   | Ref.  |
| ---------------------------------------------------- | ----------------------------------------------------- | --------------------------------------------------------- | ----------- | ----- |
| British Academy Film Award                           | Best Makeup and Hair                                  | Paul Engelen, Peter Frampton, Rick Baker, Joan Hills      | Gewonnen    | [ 2 ] |
| British Academy Film Award                           | Best Supporting Actor                                 | Ian Holm                                                  | Genomineerd | [ 3 ] |
| British Academy Film Award                           | Best Supporting Actor                                 | Ralph Richardson                                          | Genomineerd | [ 4 ] |
| British Academy Film Award                           | Best Sound                                            | Ivan Sharrock, Gordon K. McCallum, Les Wiggins, Roy Baker | Genomineerd | [ 2 ] |
| British Film Institute                               | Technical Achievement Award                           |                                                           | Gewonnen    |       |
| New York Film Critics Circle Awards                  | Best Supporting Actor                                 |                                                           | Gewonnen    |       |
| Oscar                                                | Best Supporting Actor                                 | Ralph Richardson                                          | Genomineerd | [ 5 ] |
| Oscar                                                | Best Adapted Screenplay                               | Robert Towne, Michael Austin                              | Genomineerd | [ 6 ] |
| Oscar                                                | Best Makeup and Hairstyling                           | Rick Baker, Paul Engelen                                  | Genomineerd | [ 7 ] |
| Academy of Science Fiction, Fantasy and Horror Films | Best Fantasy Film                                     |                                                           | Genomineerd |       |
| Academy of Science Fiction, Fantasy and Horror Films | Best Costumes                                         | John Mollo                                                | Genomineerd |       |
| Writers Guild of America Award                       | Best Screenplay Based on Material from Another Medium | Robert Towne, Michael Austin                              | Gewonnen    |       |

## Trivia
- De naam Tarzan wordt niet vermeld in de film.
- Schrijver P.H. Vizak werd genomineerd voor een Oscar in de categorie "Best Adapted Screenplay". P.H. Vizak is een pseudoniem van Robert Towne die dacht dat zijn verhaal niet goed was.[6]